# Crithagra atrogularis
El serín gorjinegro (Crithagra atrogularis) es una especie de ave paseriforme de la familia Fringillidae propia de África austral y central.

## Distribución
Se encuentra con frecuencia en Angola, Botsuana, Burundi, República del Congo, República Democrática del Congo, Gabón, Kenia, Lesoto, Namibia, Ruanda, África del Sur, Tanzania, Uganda, Zambia y Zimbabue.
Su hábitat natural son los bosques secos, sabanas y matorrales secos tropicales y subtropicales.

## Taxonomía
Serinus atrogularis y S. reichenowi (Sibley and Monroe 1990, 1993) han sido incluidos ambos en S. atrogularis, siguiendo a Dowsett y Forbes-Watson (1993).